# Черёха (станция)
Черёха — железнодорожная станция, построенная около 1896 года псковским предпринимателем Георгом Францевичем Викенгейзером, находится в деревне Черёха Псковского района Псковской области, Россия. Располагается на линии Октябрьской железной дороги на участке Псков — Остров — Пыталово на 281 км линии Санкт-Петербург — Вильнюс (бывшей Петербурго-Варшавской железной дороги).

## История
Некоторое время именовалась «платформой Викенгейзера», на карте 1915 года появилось название «платформа Черёха», на картах 1940-х годов — «станция Череха».
В июне - июле 2014 года путь №4 капитально отремонтирован. Теперь он не на деревянных шпалах, а на железобетонных с клеммно-болтовым рельсовым скреплением.
В годы ВОВ встречалось название "Черешха".